# Dieter Huzel

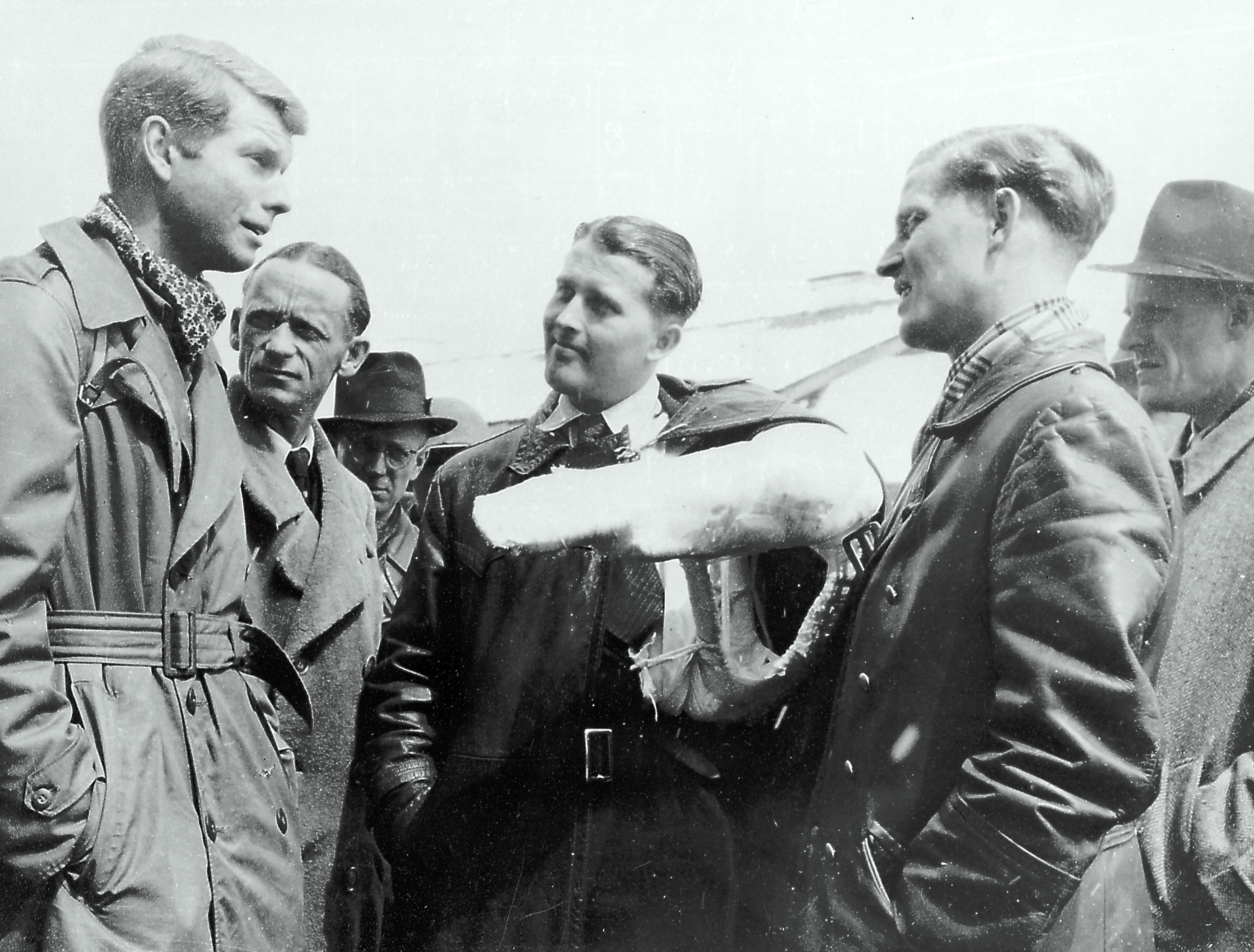
Dieter Huzel (dritter von links)

Dieter Huzel (* 3. Juni 1912 in Essen; † 2. November 1994 in Woodland Hills, Kalifornien) war ein deutschamerikanischer Raumfahrtingenieur.

## Leben
Huzel erreichte den Gymnasialabschluss am Realgymnasium Essen-Bredeney. Nach der „Machtergreifung“ der Nationalsozialisten 1933 trat er zum 1. Mai 1933 der NSDAP bei (Mitgliedsnummer 3.230.173). Im Jahr 1937 schloss Huzel das Studium der Elektrotechnik an der Technischen Hochschule Stuttgart ab. Nach einer Beschäftigung bei Siemens-Schuckert in Berlin und der Einberufung an die Ostfront 1942 kam Huzel im Jahr 1943 an die Heeresversuchsanstalt Peenemünde. Ende 1944 wurde Huzel zum Leiter des Peenemünder Prüfstands VII ernannt, von dem aus die A4-Rakete zu Testzwecken gestartet wurde. Noch im selben Jahr wurde Huzel zum Assistenten Wernher von Brauns ernannt.
Kurz vor Kriegsende wurde Huzel zusammen mit Bernhard Tessmann von Wernher von Braun beauftragt, alle Unterlagen zur A4 in der Eisenerzgrube Georg-Friedrich in Dörnten vor dem Einmarsch der Alliierten zu verstecken. Am 2. Mai 1945, zwei Tage nach Adolf Hitlers Selbstmord, stellte sich Huzel zusammen mit Wernher von Braun und anderen Entwicklern der A4 den US-Streitkräften in Oberjoch. Durch geschicktes Ausfragen erfuhren die Amerikaner den Ort des Verstecks und holten Ende Mai 1945 14 Tonnen Dokumente aus der damals schon britischen Besatzungszone ab.:250
Im November 1945 heiratete Huzel seine Frau Irmgard „Irmel“ (1916–2000) in Pfronten. Im Rahmen der Operation Paperclip wurde er gemeinsam mit anderen Raketenforschern auf den Stützpunkt Fort Bliss in Texas gebracht. Im Jahr 1950 wechselte Huzel in die Wirtschaft und war bei North American Aviation an der Triebwerksentwicklung der Redstone-Rakete beteiligt. Im Jahr 1954 erhielt Huzel die amerikanische Staatsbürgerschaft.
Huzel verstarb am 2. November 1994 in Woodland Hills (Kalifornien).

## Belege
1. ↑  Bundesarchiv R 9361-IX KARTEI/17510998
2. ↑   Michael J. Neufeld: Wernher von Braun. Visionär des Weltraums, Ingenieur des Krieges. Aus dem Englischen von Ilse Strasmann. Siedler, München 2009, ISBN 978-3-88680-912-7

| Personendaten    | Personendaten                             |
| ---------------- | ----------------------------------------- |
| NAME             | Huzel, Dieter                             |
| KURZBESCHREIBUNG | deutsch-amerikanischer Raumfahrtingenieur |
| GEBURTSDATUM     | 3. Juni 1912                              |
| GEBURTSORT       | Essen                                     |
| STERBEDATUM      | 2. November 1994                          |
| STERBEORT        | Woodland Hills, Kalifornien               |